# Seliana

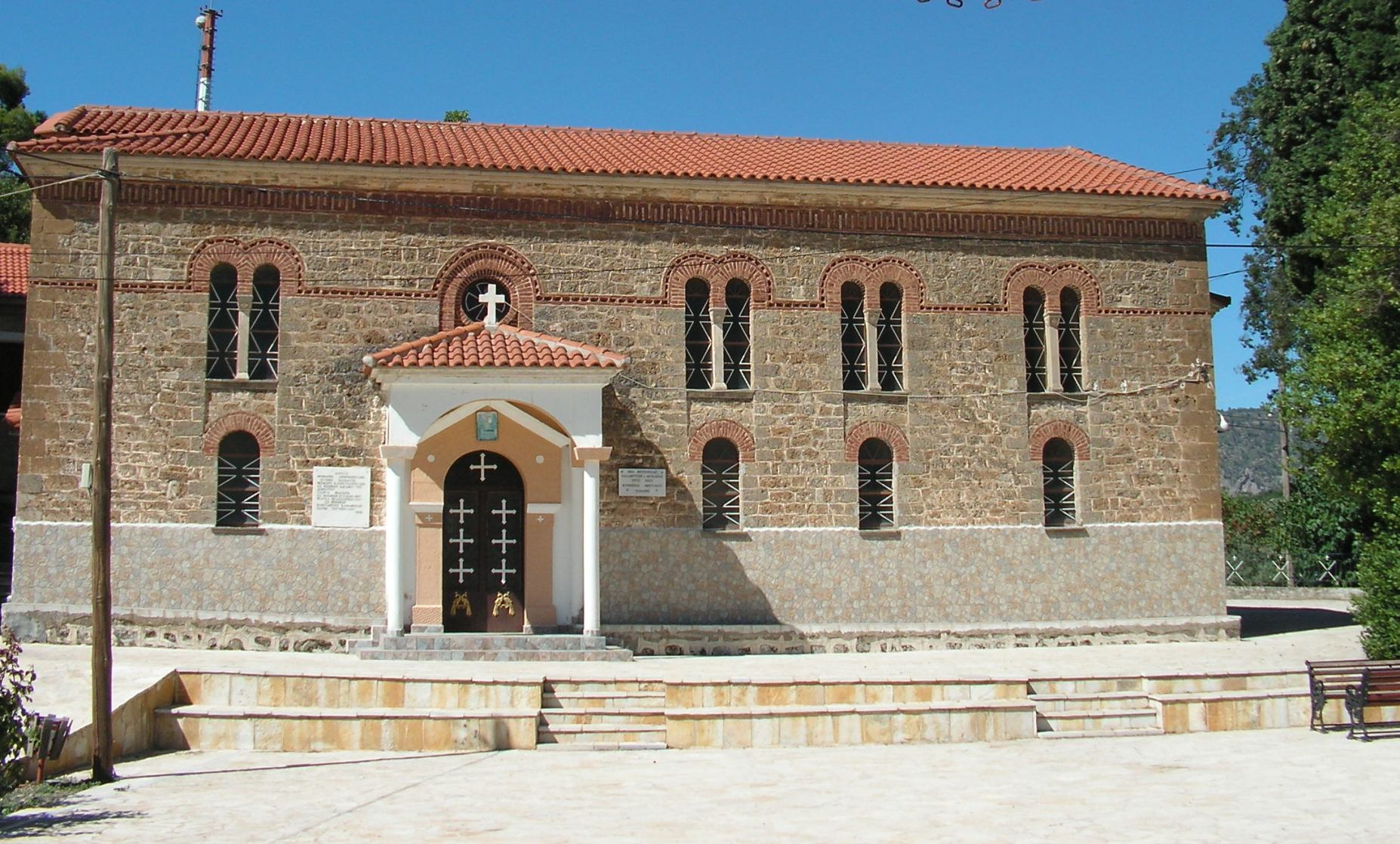
Die Gottesmutter-Entschlafens-Kirche in Seliana

Seliana (griechisch Σελιάνα (f. sg.), in der Antike Phelloē Φελλόη) ist ein Bergdorf im Gemeindebezirk Egira der Gemeinde Egialia in Griechenland. Seliana liegt 19 Kilometer von Aigeira und 74 Kilometer von Patras in einer Höhe von 750 Metern, umgeben von höheren Bergen und dem tiefen Tal des Krios-Flusses.